# Liste des lieux patrimoniaux du comté de Richmond
Cet article recense les lieux patrimoniaux du Comté de Richmond en Nouvelle-Écosse inscrit au répertoire des lieux patrimoniaux du Canada, qu'ils soient de niveau provincial, fédéral ou municipal.

## Liste
| [ 1 ] | Lieu patrimonial                            | Illustration         | Municipalité        | Adresse                 | Coordonnées      | No    | Constr.              | Prot.                            | Rec. | Notes |
| ----- | ------------------------------------------- | -------------------- | ------------------- | ----------------------- | ---------------- | ----- | -------------------- | -------------------------------- | ---- | ----- |
| P     | Flynn-Cutler-Robichaud House                | Téléverser           | Arichat             | 694 Lower Road          | 45.5107 -61.0132 | 5323  | 1860                 | Provincially Registered Property | 1989 |       |
| P     | LeNoir Forge                                | Téléverser           | Arichat             | 712 Lower Road          | 45.5103 -61.0116 | 2806  | 1826                 | Provincially Registered Property | 1986 |       |
| P     | Notre Dame de l'Assomption                  | Téléverser           | Arichat             | 2292 No. 206 Highway    | 45.5101 -61.0326 | 6526  | 1839                 | Provincially Registered Property | 1994 |       |
| F     | Île Chapel                                  | Île Chapel           | Chapel Island 5     | 233 Chapel Island Rd.   | 45.6925 -60.7642 | 3216  | 1740 et 1976 (entre) | LHN                              | 2002 |       |
| P     | The Morrison House                          | Téléverser           | St. Georges Channel | 3258 West Bay Highway   | 45.7149 -61.0532 | 3067  | 1836                 | Provincially Registered Property | 1995 |       |
| F     | Canal de St. Peter's                        | Canal de St. Peter's | St. Peter's         | Highway 4               | 45.6551 -60.8695 | 4487  | 1869                 | LHN                              | 1929 |       |
| P     | Fort Toulouse Archaeological Site - BjCf-02 | Téléverser           | St. Peter's         | Battery Provincial Park | 45.6568 -60.8669 | 7087  |                      | Special Place                    | 1985 |       |
| P     | MacAskill House                             | Téléverser           | St. Peter's         | 7 MacAskill Drive       | 45.6555 -60.8781 | 7334  |                      | Provincially Registered Property | 1983 |       |
| F     | Maison du maître-éclusier                   | Téléverser           | St. Peter's         |                         | 45.6586 -60.8648 | 4771  | 1876                 | ÉFP reconnu                      | 1989 | [ 3 ] |
| P     | Port Toulouse Archaeological Site - BjCf-03 | Téléverser           | St. Peter's         | Battery Provincial Park | 45.6568 -60.8669 | 7010  |                      | Special Place                    | 1985 |       |
| F     | St. Peters                                  | St. Peters           | St. Peter's         |                         | 45.6501 -60.8662 | 12764 |                      | LHN                              | 1929 |       |